# Lucius Attius Macro

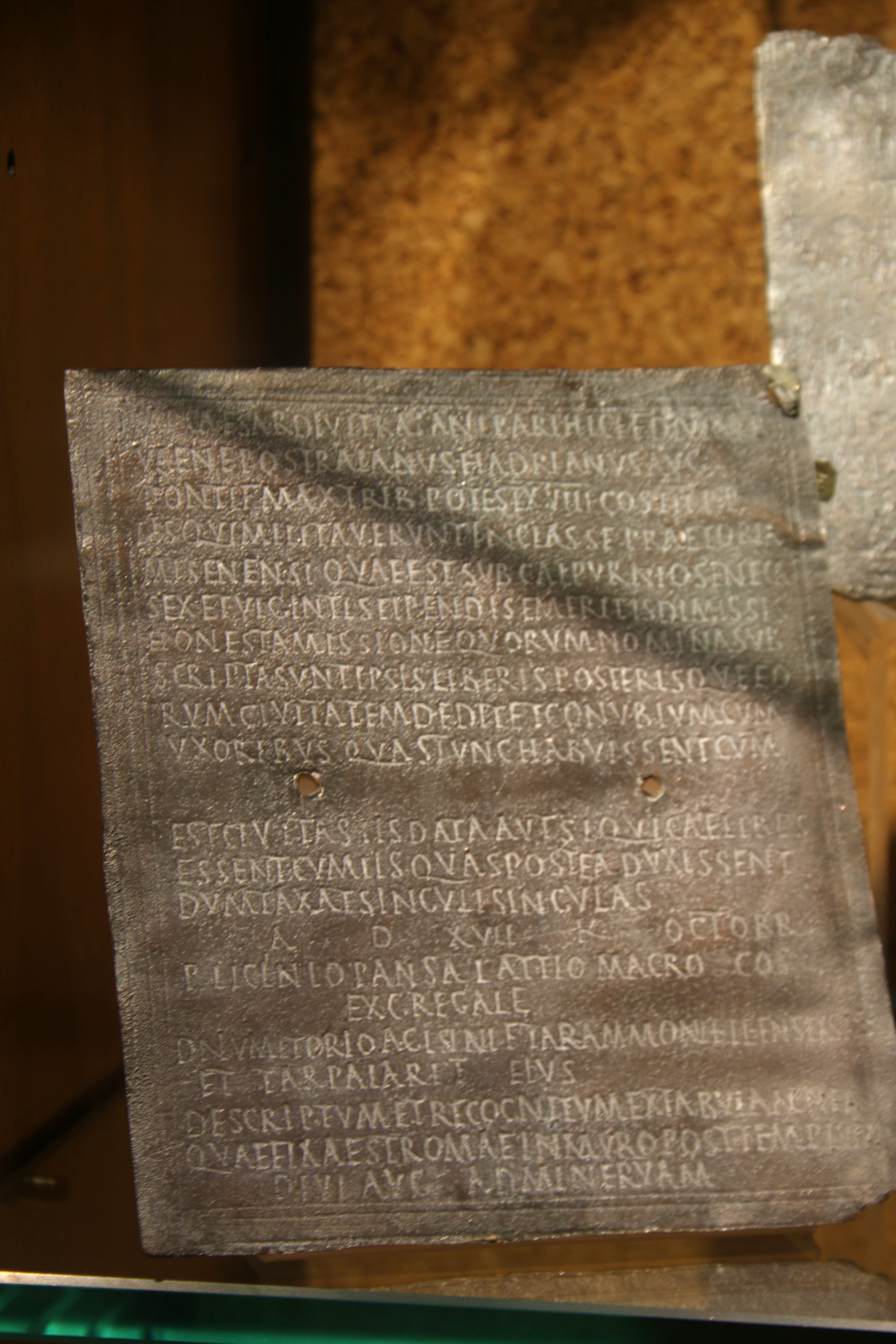
Ein Militärdiplom von 134 n. Chr.

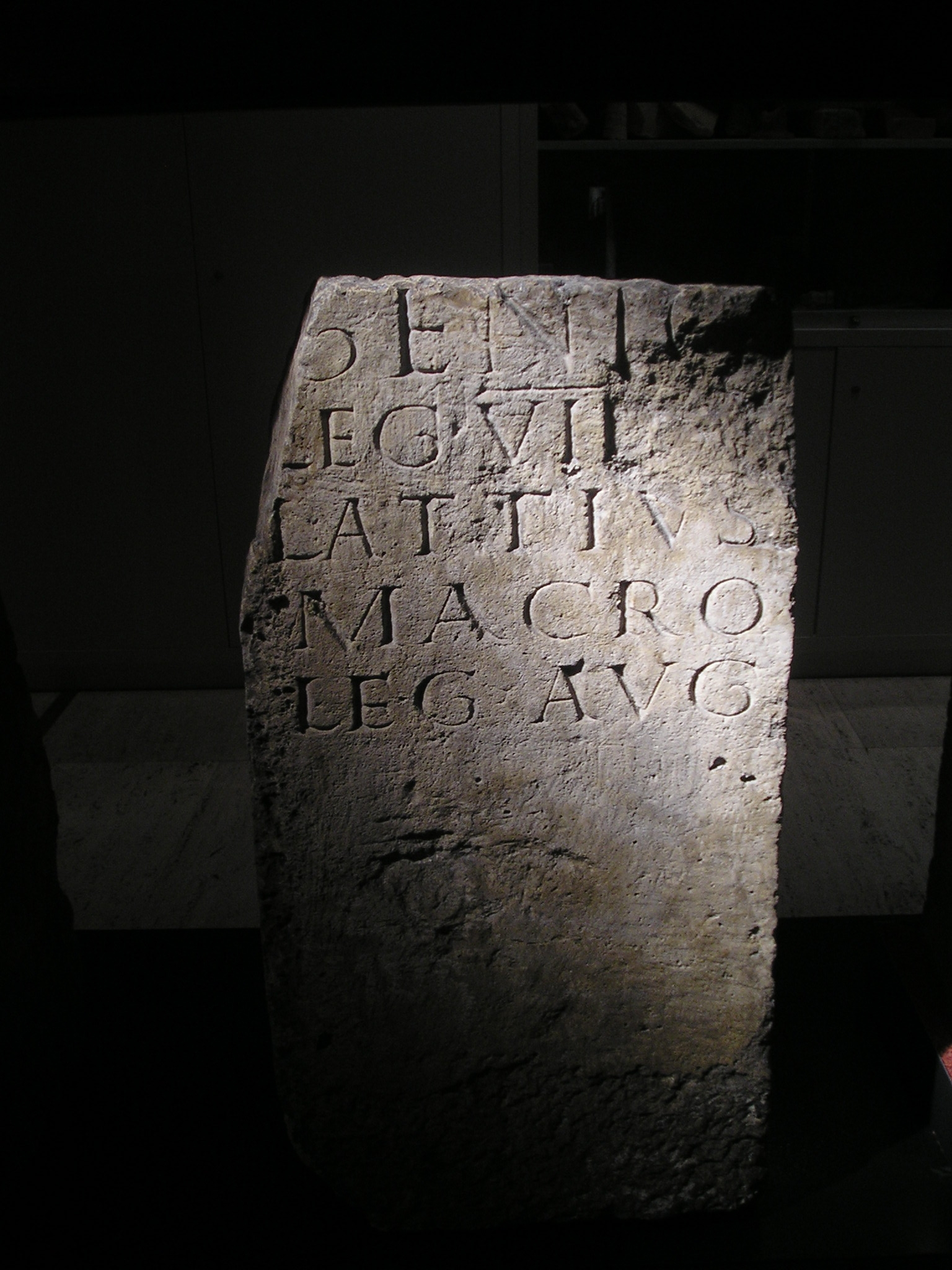
Die Inschrift

Lucius Attius Macro war ein im 2. Jahrhundert n. Chr. lebender römischer Politiker.
Folgende Stationen der Laufbahn von Macro sind bekannt. Er war Legatus legionis sowohl der Legio VII Gemina als auch der Legio I Adiutrix; dies ist durch zwei Inschriften belegt. Danach war er Statthalter (Legatus Augusti pro praetore) in der Provinz Pannonia inferior, wahrscheinlich von 130/131 bis 133/134; er ist in einer Inschrift und durch ein Militärdiplom als Statthalter belegt. Durch weitere Diplome, die z. T. auf den 15. September und auf den 16. Oktober 134 datiert sind und durch eine Inschrift, die auf den 22. September datiert ist, ist belegt, dass er im Jahr 134 zusammen mit Publius Licinius Pansa Suffektkonsul war; die beiden übten dieses Amt wahrscheinlich für vier Monate, von September bis Dezember, aus.